# Zeros and Ones
Pour plus de détails, voir Fiche technique et Distribution.
Zeros and Ones est un film multinational réalisé par Abel Ferrara et sorti en 2021.
Il est présenté au festival international du film de Locarno 2021.

## Synopsis
Rome est devenue une ville assiégée par la guerre. C'est dans ce contexte qu'évolue J. J., un soldat américain. Mais lorsque le Vatican disparaît à la suite d'une déflagration d'une bombe, il part en quête d'un ennemi inconnu pour tenter de protéger le monde contre une menace grandissante.

## Fiche technique
Sauf indication contraire, les informations mentionnées dans cette section peuvent être confirmées par la base de données cinématographiques IMDb,  présente dans la section « Liens externes ».
- Titre original : Zeros and Ones
- Réalisation et scénario : Abel Ferrara
- Musique : Joe Delia
- Décors : Renate Schmaderer
- Montage : Leonardo Daniel Bianchi
- Photographie : Sean Price Williams
- Production : Philipp Kreuzer et Diana Phillips
  - Production exécutive : Danny Chan, Brent Guttman et Don Young
- Sociétés de production : Maze Pictures, Hammerstone Studios, Rimsky Productions, Macaia Film et Almost Never Films Inc.
- Distribution : Signature Films, Metropolitan Filmexport (France)
- Pays de production :  États-Unis,  Allemagne,  Royaume-Uni,  Italie
- Langues originales : anglais, italien
- Format : couleur
- Genre : thriller, guerre
- Dates de sortie :
  -  Suisse : 12 août 2021 (festival international du film de Locarno)
  -  États-Unis : 19 novembre 2021
  -  France : 7 avril 2022 (DVD)

## Distribution
- Ethan Hawke (VF : Christophe Seugnet) : J.J. & Justin
- Phil Neilson (VF : Antoine Tomé) : Phil
- Valerio Mastandrea (VF : Fabrice Lelyon) : Luciano
- Salvatore Ruocco : Associé de Luciano
- Valeria Correale (VF : Valérie Bachère) : Valeria
- Babak Karimi : Mullah
- Korlan Rachmetova : Jiao
- Mahmut Sifa Erkaya : Ari
- Dounia Sichov : Agent russe
- Cristina Chiriac : Agent russe
- Anna Ferrara : Fille en manteau rose

## Distinction
- Festival international du film de Locarno 2021 : Léopard de la meilleure réalisation[1]